# Heleioporus eyrei
Heleioporus eyrei är en groddjursart som först beskrevs av Gray 1845.  Heleioporus eyrei ingår i släktet Heleioporus och familjen Limnodynastidae. IUCN kategoriserar arten globalt som livskraftig. Inga underarter finns listade i Catalogue of Life.